# Léopold Haeck
Léopold Haeck, né à Anvers le 4 mars 1868 et mort à Wijnegem le 22 septembre 1928, est un peintre et un aquafortiste belge.
Son champ pictural, de facture réaliste, teintée de luminisme, couvre les vues urbaines, les portraits, les paysages, les scènes de genre et les sujets religieux. Il est l'un des membres des cercles artistiques Als ik Kan et Arte et Labore .

## Biographie

### Famille
Léopold (Leopoldus) Haeck, né à Anvers, Vleeshouwersstraat, no 7, le 4 mars 1868, est le fils posthume d'Augustinus Eduardus Haeck, matelot, né en 1834 et mort en mer le 9 juillet 1867, et d'Elisabeth Joanna Bens (née en 1827), couturière, tous deux natifs d'Ostende, où ils se sont mariés le 29 janvier 1862.

### Formation
Formé à l'Académie royale des beaux-arts d'Anvers, auprès de Charles Verlat et à l'Institut supérieur des beaux-arts. Il expose Dans la prairie au Salon d'Anvers de 1888,,.

### Carrière
En 1891, Léopold Haeck est l'un des artistes du cercle anversois Arte et Labore, poursuivant comme objectif l'organisation d'expositions d'art, il devient, avec Eugène Van Hove, le secrétariat du cercle à partir de mars 1894. Il est également l'un des membres du cercle Als ik Kan, où il expose régulièrement à partir d'avril 1892.
Léopold Haeck, célibataire et menant une existence retirée, meurt, à l'Hôpital-Dieu de Wijnegem, à l'âge de 60 ans, le 22 septembre 1928. Ses funérailles ont lieu quatre jours plus tard à l'église paroissiale Notre-Dame à Wijnegem,.

## Œuvres

### Caractéristiques
Le champ pictural de Léopold Haeck, de facture réaliste, teintée de luminisme couvre les portraits, les vues urbaines, les paysages, les scènes de genre et les sujets religieux. Il laisse également des eaux-fortes.

### Expositions

#### Expositions triennales belges

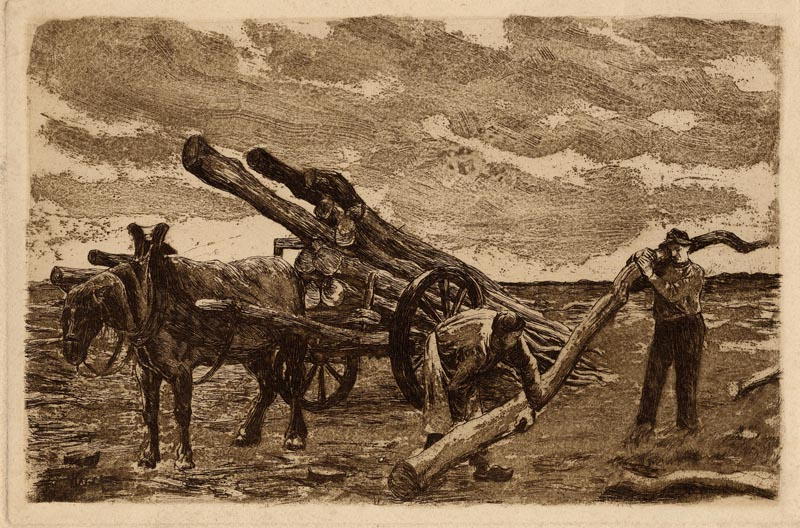
Cheval de trait et ouvrier agricole.

- Salon d'Anvers de 1888 : Dans la prairie[3].
- Salon de Gand (XXXIV) de 1889 : Près du puits et Lisière de forêt[8].
- Salon d'Anvers de 1891 : Le Retour[9].
- Salon de Bruxelles de 1893 : La Récolte[10].
- Salon de Gand (XXXVI) de 1895 : Zoutelande et Le Matin[11].
- Salon de Bruxelles de 1897 : Étude[12].
- Salon d'Anvers de 1898 : La Récolte[13].
- Salon de Gand (XXXVII) de 1899 : Automne et Matin[14]
- Salon de Bruxelles de 1900 : Marché aux bœufs à Anvers, effet de neige et Digue à Wilmarsdonck[15].
- Salon d'Anvers de 1901 : Derniers rayons de soleil[16].
- Salon de Gand (XXXVIII) de 1902[17].
- Salon de Bruxelles de 1903 : Lever de lune (bruyère) et Matinée d'octobre[18].
- Salon d'Anvers de 1904[19].

#### Autres expositions belges
- Exposition à l'Académie royale des beaux-arts d'Anvers de 1890[20].
- Exposition Arte et Labore de 1891 (I)[21].
- Exposition Arte et Labore de 1891 (II)[22].
- Exposition organisée par Als ik Kan au musée moderne à Bruxelles du 30 avril au 6 juin 1892[6].
- Exposition de Als ik Kan au musée ancien d'Anvers en novembre 1892[23].
- Exposition Arte et Labore de 1896[24].
- Exposition du cercle Eigen Vorming (XIIIe) à la maison communale de Borgerhout en août 1897[25].
- Exposition Arte et Labore de 1898[26].
- Exposition conjointe avec Aloïs De Laet à Hoboken en mai 1898[27].
- Exposition de Als ik Kan (XXXV) au Cercle artistique, en mars 1899 : Vue de Burght et Une matinée de fin d'hiver[28].
- Exposition Arte et Labore de 1900[29].
- Exposition Arte et Labore de 1901[30].
- Exposition Arte et Labore de 1902 : L'Automne, Drève, Midi, Environs de Wilmarssdonck, Digue dans les Polders et Paysage[31].
- Exposition Als ik Kan de 1902[32].
- Exposition Arte et Labore de 1903 : De ma fenêtre, Chrysanthèmes et Ruelle à Saventhem (peintures) et Effet de nuit (pastel)[33].
- Exposition Arte et Labore de 1904 : des paysages[34].
- Exposition Arte et Labore de 1906 : Lever de lune, Matinée d'octobre et Effet de lune[35].
- Exposition du cercle Eigen Vorming (XXIVe) à Borgerhout en novembre 1909.

#### Exposition universelle
- Exposition universelle de Bruxelles de 1910[2].

### Galerie d'œuvres

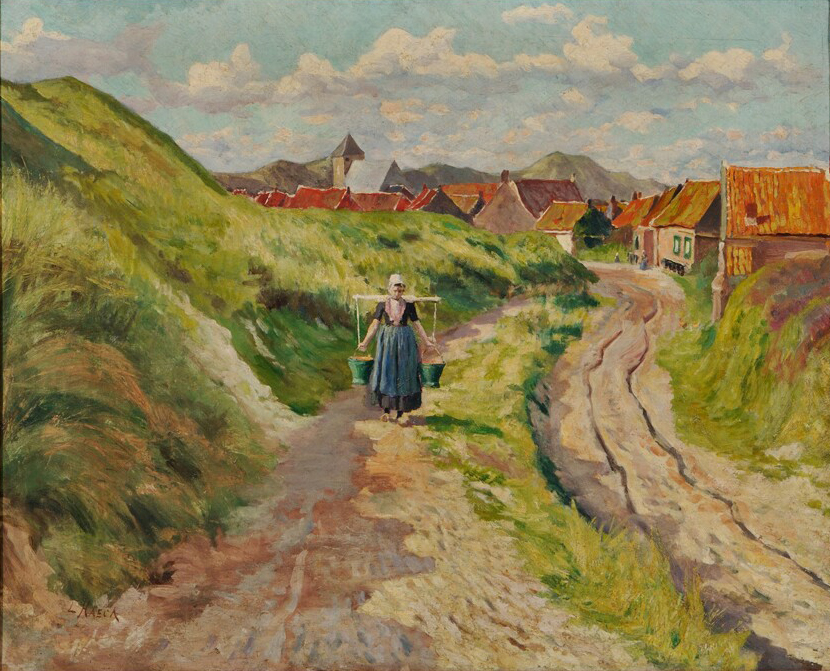
Dans les Polders..
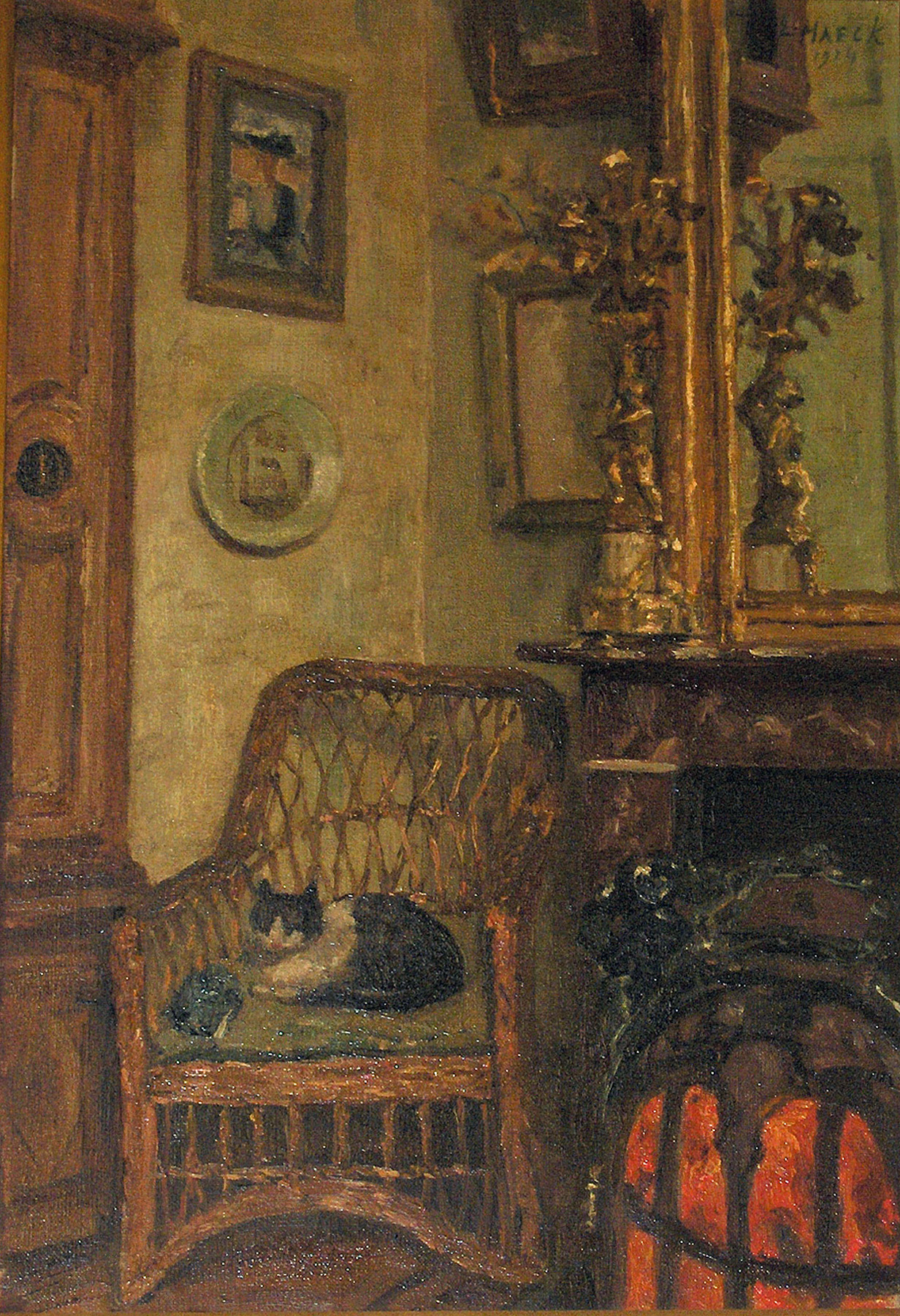
Intérieur avec un chat dormant..
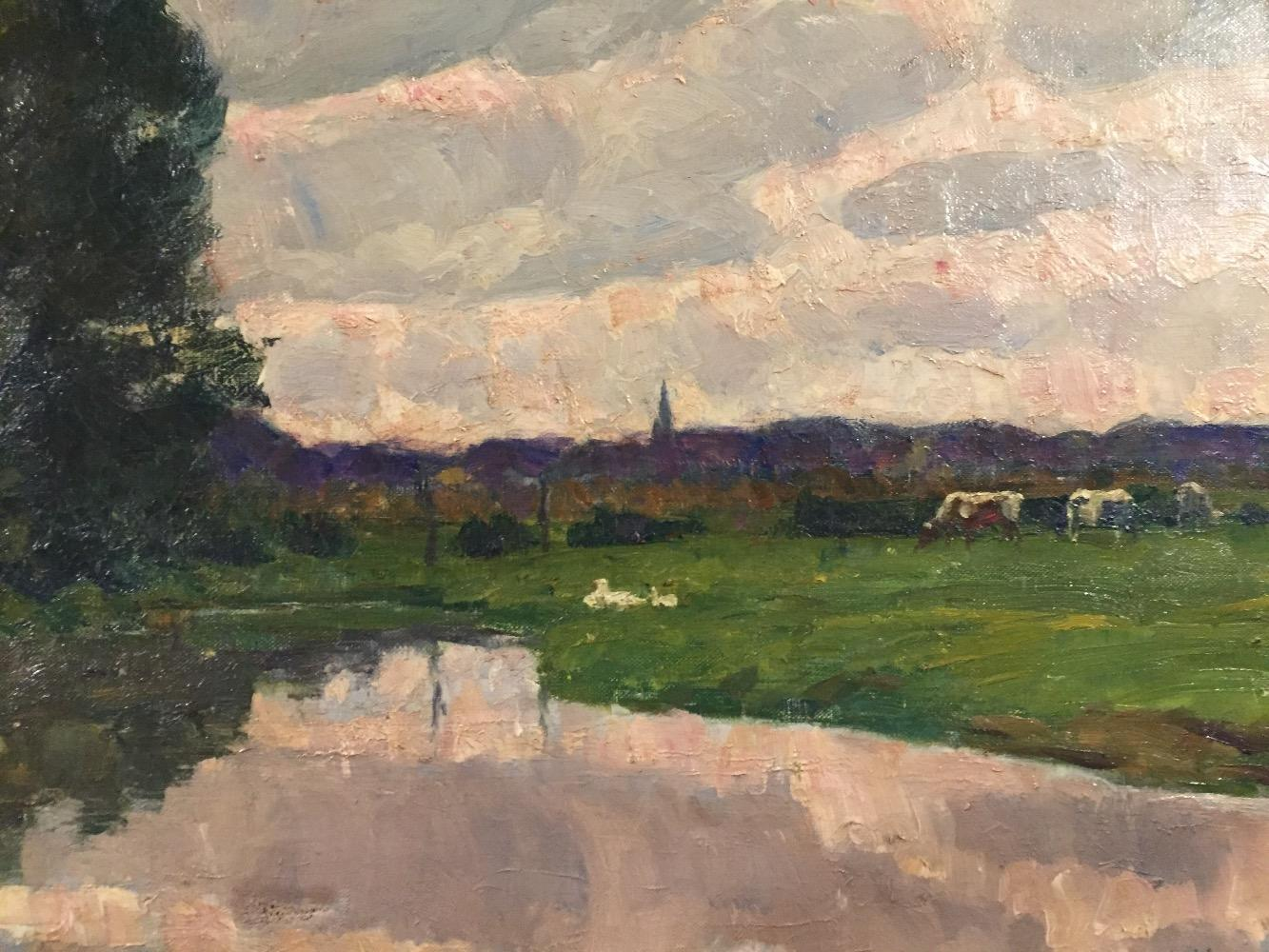
Vaches paissant au bord d'une rivière..
Soirée en Campine, Musée royal des Beaux-Arts d'Anvers.

## Distinction
- Chevalier de l'ordre de Léopold[7].